# Mateu Morey
Mateu Jaume Morey Bauzà (Petra, Balears, 2 de març de 2000), més conegut com a Mateu Morey, és un futbolista mallorquí que juga en la demarcació de lateral dret al RCD Mallorca.

## Trajectòria

### Inicis
Morey és un jugador nascut a Petra, Mallorca, format al futbol base del RCD Mallorca fins al 2015, quan va ingressar al planter del FC Barcelona, en el qual assolí grans èxits en la seva etapa juvenil, ja que formaria part de l'equip que va guanyar la Youth League la temporada 17-18.
Durant la temporada 2018-19, va sofrir una lesió en el menisc del genoll esquerre que va condicionar la seva progressió i, després de rebutjar l'oferta de renovació blaugrana, el club va decidir que no jugués en tot el que restava de campionat.

### Borussia Dortmund
El juliol de 2019, es va confirmar el seu fitxatge pel Borussia Dortmund de la Bundesliga d'Alemanya signant contracte fins al 30 de juny de 2024.
Al començament de la seva primera temporada, a l'agost de 2019 el defensa es va dislocar l'espatlla disputant un partit amistós enfront del FC St. Gallen que el mantindria apartats uns mesos de la competició.
Durant la temporada 2019-20, encara que era jugador de la primera plantilla del Borussia Dortmund, alternaria participacions amb el Borussia Dortmund II de la Regionalliga West amb el qual disputaria 11 partits. Va debutar amb el primer equip el 31 de maig de 2020 en una victòria per 1-6 davant el SC Paderborn 07 i donaria l'assistència del sisè gol a Marcel Schmelzer.
Morey va debutar a la Lliga de Campions de la UEFA el 4 de novembre de 2020, substituint Thomas Meunier en un triomf per 3-0 fora de casa contra el Club Brugge KV.
L'1 de maig de 2021, Morey va patir una greu lesió al genoll després d'aterrar malament després d'una entrada en un partit de DFB-Pokal contra l'Holstein Kiel. Es va perdre la resta de la temporada 2020–21, així com la temporada 2021–22.
El 9 de febrer de 2024, Morey va entrar com a substitut al minut 88 en una victòria per 3-0 contra l'SC Freiburg, marcant la seva primera aparició en 1.015 dies amb el club. Més tard aquell mateix any, el 4 de maig, va ser titular per primera vegada a la Bundesliga després de la seva lesió de llarga durada en una victòria per 5-1 contra el FC Augsburg. El 18 de maig, el Borussia Dortmund va anunciar que Morey deixaria el club en acabar la temporada 2023-24.

### RCD Mallorca
El 5 de juliol de 2024, Morey va signar amb el RCD Mallorca per una temporada, amb dues temporades més opcionals.

## Internacional
El 2017 va ser internacional amb la selecció de futbol sub-17 d'Espanya amb la qual va aconseguir guanyar el Campionat Europeu Sub-17 de la UEFA 2017, disputat a Croàcia. A més, va aconseguir el subcampionat de la Copa Mundial de Futbol Sub-17 de 2017 disputada en l'Índia.

## Palmarès

### Club
Barcelona
- Lliga Juvenil de la UEFA: 2017–18[14]

Borussia Dortmund
- Copa alemanya: 2020–21

### Internacional
Espanya Sub-17
- Campionat d'Europa sub-17 de la UEFA: 2017